# Văn hóa dị biệt

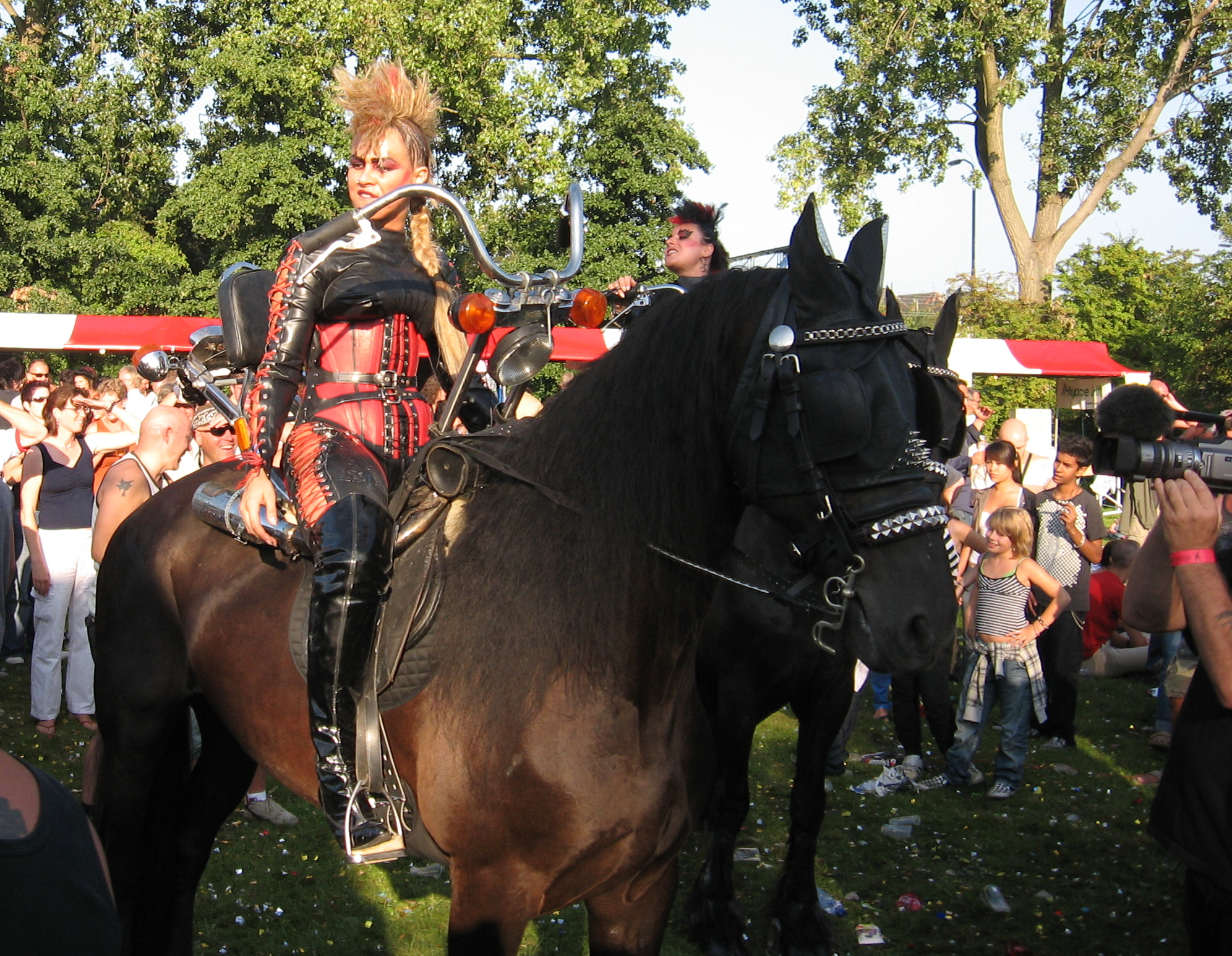
Ghé thăm một buổi trình diễn đại chúng trong bộ đồ da và kiểu tóc của thổ dân Mô-hoóc (Mohawk) ngồi trên lưng ngựa với đòn xe đạp làm tay lái môtô

Văn hóa dị biệt hay văn hóa độc lạ là một dạng văn hóa tồn tại bên ngoài hoặc nằm bên lề của văn hóa chính thống (thịnh hành) hoặc văn hóa đại chúng, thường là nằm dưới miền xác định của một hoặc nhiều tiểu văn hóa. Quận Camden Town nước Anh vốn nổi tiếng với nền văn hóa độc lạ của nó. Những tiểu văn hóa này có thể có rất ít hoặc hầu như chẳng có gì là phổ thông ngoài sự mờ mịt tương đối của chúng, tuy nhiên ngành văn hóa học lại sử dụng nền tảng phổ biến của sự mờ mịt này để phân loại chúng thành các nền văn hóa dị biệt hoặc gọi một cách tổng thể là nền văn hóa dị biệt. Cùng so sánh với thuật ngữ mang nặng tính chính trị hơn đó là văn hóa phản kháng.